# İlhami Sancar
İlhami Sancar  (* 1909 im Landkreis Gördes; † 13. Dezember 1986 in Istanbul) war ein türkischer Politiker. In den 1970er-Jahren war er mehrfach Verteidigungsminister seines Landes.

## Leben
İlhami Sancar wurde 1909 im İlçe Gördes bei Manisa geboren. Er besuchte die Volksschule in Kemalpaşa und das Gymnasium in Izmir. Anschließend studierte er Rechtswissenschaften an der Ankara Üniversitesi. Nach seinem Abschluss im Jahr 1933 arbeitete er als Richter.
Ende der 1940er-Jahre schied er aus dem Dienst aus und wurde Mitglied der Cumhuriyet Halk Partisi (CHP). Im Jahr 1949 wurde er Vorsitzender des Istanbuler Parteibüros. Am 24. Januar 1961 wurde er Mitglied der verfassungsgebenden Versammlung, die nach dem Militärputsch in der Türkei 1960 einberufen worden war, um eine neue Verfassung auszuarbeiten. Von 1961 bis 1969 war er CHP-Abgeordneter für Istanbul in der Großen Nationalversammlung der Türkei.
Nach der Abspaltung der Cumhuriyetçi Güven Partisi von der CHP im Jahr 1967 verließ İlhami Sancar die Partei und wurde Mitglied der CGP. In den nächsten beiden Legislaturperioden zwischen 1969 und 1977 saß Sancar für die CGP im Parlament.
Sancar war fünf Mal Verteidigungsminister. Er gehörte zwischen 1961 und 1965 der 26., 27. und 28. Regierung der Türkei unter Ismet Inönü als CHP-Mitglied an und war von 1973 bis 1975 mit kurzer Unterbrechung als CGP-Mitglied Verteidigungsminister der 36. und der 38. Regierung.